# Coppa Libertadores 1966
La Coppa Libertadores 1966 fu la settima edizione della massima manifestazione sudamericana calcistica per club.

## Primo turno

### Gruppo 1 (Argentina, Perù, Venezuela)
05.02 Universitario Lima – Alianza Lima 2:0

05.02 Lara Barquisimeto – Italia Caracas 1:1

08.02 Lara Barquisimeto – Alianza Lima 2:1

09.02 Italia Caracas – Universitario Lima 2:2

10.02 River Plate Buenos Aires – Boca Juniors Buenos Aires 2:1

12.02 Italia Caracas – Alianza Lima 3:1

12.02 Lara Barquisimeto – Universitario Lima 0:0

15.02 Lara Barquisimeto – River Plate Buenos Aires 1:2

17.02 Universitario Lima – Boca Juniors Buenos Aires 2:1

17.02 Italia Caracas – River Plate Buenos Aires 0:3

19.02 Alianza Lima – Boca Juniors Buenos Aires 0:1

23.02 Italia Caracas – Boca Juniors Buenos Aires 1:2

23.02 Universitario Lima – River Plate Buenos Aires 1:1

25.02 Lara Barquisimeto – Boca Juniors Buenos Aires 0:3

26.02 Alianza Lima – River Plate Buenos Aires 0:2

01.03 Alianza Lima – Italia Caracas 1:2

02.03 River Plate Buenos Aires – Universitario Lima 5:0

02.03 Boca Juniors Buenos Aires – Lara Barquisimeto 2:1

04.03 River Plate Buenos Aires – Lara Barquisimeto 3:0

08.03 River Plate Buenos Aires – Alianza Lima 3:2

08.03 Boca Juniors Buenos Aires – Italia Caracas 5:2

08.03 Universitario Lima – Lara Barquisimeto 1:0

10.03 River Plate Buenos Aires – Italia Caracas 2:1

10.03 Boca Juniors Buenos Aires – Alianza Lima 0:1

13.03 Alianza Lima – Lara Barquisimeto 3:0

13.03 Universitario Lima – Italia Caracas 1:2

17.03 Italia Caracas – Lara Barquisimeto 1:0

18.03 Boca Juniors Buenos Aires – Universitario Lima 2:0

23.03 Alianza Lima – Universitario Lima 0:1 tav.
- Nota: la partita finì 1:1, ma in seguito venne assegnata la vittoria a tavolino per 1:0 all'Universitario Lima poiché l'Alianza Lima aveva schierato in campo due giocatori squalificati.

24.03 Boca Juniors Buenos Aires – River Plate Buenos Aires 2:0
| Squadra                   | G  | V | N | P | Pti | GF | GS |
| ------------------------- | -- | - | - | - | --- | -- | -- |
| River Plate Buenos Aires  | 10 | 8 | 1 | 1 | 17  | 23 | 8  |
| Boca Juniors Buenos Aires | 10 | 7 | 0 | 3 | 14  | 19 | 9  |
| Universitario Lima        | 10 | 4 | 3 | 3 | 11  | 10 | 13 |
| Italia Caracas            | 10 | 4 | 2 | 4 | 10  | 15 | 18 |
| Alianza Lima              | 10 | 2 | 0 | 8 | 4   | 9  | 16 |
| Lara Barquisimeto         | 10 | 1 | 2 | 7 | 4   | 5  | 17 |

### Gruppo 2 (Cile, Paraguay)
27.02 Olimpia Asunción – Guaraní Asunción 3:3

02.03 Universidad de Chile Santiago – Universidad Católica Santiago 0:0

05.03 Universidad Católica Santiago del Cile – Guaraní Asunción 2:0

05.03 Universidad de Chile Santiago – Olimpia Asunción 1:2

08.03 Universidad de Chile Santiago – Guaraní Asunción 2:0

08.03 Universidad Católica Santiago – Olimpia Asunción 0:0

11.03 Guaraní Asunción – Universidad de Chile Santiago 1:1

11.03 Olimpia Asunción – Universidad Católica Santiago 0:4

16.03 Guaraní Asunción – Universidad Católica Santiago 3:1

16.03 Olimpia Asunción – Universidad de Chile Santiago 2:0

20.03 Universidad Católica Santiago – Universidad de Chile Santiago 2:2

20.03 Guaraní Asunción – Olimpia Asunción 2:0
- Spareggio 2º posto:

23.03 Guaraní Asunción – Olimpia Asunción 2:1
| Squadra                       | G | V | N | P | Pti | GF | GS |
| ----------------------------- | - | - | - | - | --- | -- | -- |
| Universidad Católica Santiago | 6 | 2 | 3 | 1 | 7   | 9  | 5  |
| Guaraní Asunción              | 6 | 2 | 2 | 2 | 6   | 9  | 9  |
| Olimpia Asunción              | 6 | 2 | 2 | 2 | 6   | 7  | 10 |
| Universidad de Chile Santiago | 6 | 1 | 3 | 2 | 5   | 6  | 7  |

### Gruppo 3 (Bolivia, Ecuador, Uruguay)
30.01  Emelec Guayaquil – 9 de Octubre Guayaquil 2:1

30.01 Municipal La Paz – Jorge Wilstermann Cochabamba 1:1

30.01 Nacional Montevideo – Peñarol Montevideo 4:0

02.02 Municipal La Paz – Nacional Montevideo 3:2

02.02 Jorge Wilstermann Cochabamba – Peñarol Montevideo 1:0

06.02 9 de Octubre Guayaquil – Peñarol Montevideo 1:2

06.02  Emelec Guayaquil – Nacional Montevideo 0:2

09.02 9 de Octubre Guayaquil – Nacional Montevideo 2:3

09.02  Emelec Guayaquil – Peñarol Montevideo 1:2

13.02 Municipal La Paz – Peñarol Montevideo 1:2

13.02 Jorge Wilstermann Cochabamba – Nacional Montevideo 0:0

19.02  Emelec Guayaquil – Jorge Wilstermann Cochabamba 3:1

19.02 9 de Octubre Guayaquil – Municipal La Paz 3:4

24.02 9 de Octubre Guayaquil – Jorge Wilstermann Cochabamba 3:2

24.02  Emelec Guayaquil – Municipal La Paz 2:1

02.03 Nacional Montevideo – Municipal La Paz 4:1

02.03 Peñarol Montevideo – Jorge Wilstermann Cochabamba 2:0

05.03 Nacional Montevideo – Jorge Wilstermann Cochabamba 3:0

05.03 Peñarol Montevideo – Municipal La Paz 3:1

08.03 Nacional Montevideo –  Emelec Guayaquil 1:0

08.03 Peñarol Montevideo – 9 de Octubre Guayaquil 2:0

11.03 Nacional Montevideo – 9 de Octubre Guayaquil 3:1

11.03 Peñarol Montevideo –  Emelec Guayaquil 4:1

13.03 Jorge Wilstermann Cochabamba –  Emelec Guayaquil 2:1

17.03 Jorge Wilstermann Cochabamba – 9 de Octubre Guayaquil 4:1

17.03 Municipal La Paz –  Emelec Guayaquil 4:1

19.03 Municipal La Paz – 9 de Octubre Guayaquil 5:1

19.03 Peñarol Montevideo – Nacional Montevideo 3:0

23.03 Jorge Wilstermann Cochabamba – Municipal La Paz 3:0

23.03 9 de Octubre Guayaquil –  Emelec Guayaquil 0:4
| Squadra                      | G  | V | N | P | Pti | GF | GS |
| ---------------------------- | -- | - | - | - | --- | -- | -- |
| Peñarol Montevideo           | 10 | 8 | 0 | 2 | 16  | 20 | 10 |
| Nacional Montevideo          | 10 | 7 | 1 | 2 | 15  | 22 | 10 |
| Jorge Wilstermann Cochabamba | 10 | 4 | 2 | 4 | 10  | 14 | 14 |
| Municipal La Paz             | 10 | 4 | 1 | 5 | 9   | 21 | 22 |
| Emelec Guayaquil             | 10 | 4 | 0 | 6 | 8   | 15 | 18 |
| 9 de Octubre Guayaquil       | 10 | 1 | 0 | 9 | 2   | 13 | 31 |

- Independiente Avellaneda qualificato direttamente alle semifinali in quanto campione in carica.

## Semifinali

### Gruppo 1
30.03 Guaraní Asunción – Boca Juniors Buenos Aires 1:3

06.04 Guaraní Asunción – River Plate Buenos Aires 1:3

08.04 Boca Juniors Buenos Aires – Independiente Avellaneda 0:2

12.04 Independiente Avellaneda – River Plate Buenos Aires 1:1

14.04 River Plate Buenos Aires – Boca Juniors Buenos Aires 2:2

14.04 Guaraní Asunción – Independiente Avellaneda 0:2

19.04 River Plate Buenos Aires – Independiente Avellaneda 4:2

19.04 Boca Juniors Buenos Aires – Guaraní Asunción 1:1

21.04 River Plate Buenos Aires – Guaraní Asunción 3:1

26.04 Independiente Avellaneda – Guaraní Asunción 2:1

29.04 Independiente Avellaneda – Boca Juniors Buenos Aires 0:0

04.05 Boca Juniors Buenos Aires – River Plate Buenos Aires 1:0
- Spareggio primo posto:

10.05 River Plate Buenos Aires – Independiente Avellaneda             2:1
| Squadra                   | G | V | N | P | Pti | GF | GS |
| ------------------------- | - | - | - | - | --- | -- | -- |
| River Plate Buenos Aires  | 6 | 3 | 2 | 1 | 8   | 13 | 8  |
| Independiente Avellaneda  | 6 | 3 | 2 | 1 | 8   | 9  | 6  |
| Boca Juniors Buenos Aires | 6 | 2 | 3 | 1 | 7   | 7  | 6  |
| Guaraní Asunción          | 6 | 0 | 1 | 5 | 1   | 5  | 14 |

### Gruppo 2
30.03 Universidad Católica Santiago – Peñarol Montevideo 1:0

02.04 Universidad Católica Santiago – Nacional Montevideo 1:0

10.04 Peñarol Montevideo – Nacional Montevideo 3:0

14.04 Nacional Montevideo – Universidad Católica Santiago 3:2

19.04 Peñarol Montevideo – Universidad Católica Santiago 2:0

23.04 Nacional Montevideo – Peñarol Montevideo 0:1
| Squadra                       | G | V | N | P | Pti | GF | GS |
| ----------------------------- | - | - | - | - | --- | -- | -- |
| Peñarol Montevideo            | 4 | 3 | 0 | 1 | 6   | 6  | 1  |
| Universidad Católica Santiago | 4 | 2 | 0 | 2 | 4   | 4  | 5  |
| Nacional Montevideo           | 4 | 1 | 0 | 3 | 2   | 3  | 7  |

## Finale
Peñarol Montevideo – River Plate Buenos Aires 2:0 2:3, spareggio 4:2(dts)
12 maggio 1966 Montevideo Estadio Centenario (49 000)

Peñarol Montevideo – River Plate Buenos Aires 2:0(0:0)

Arbitro: Goicoechea (Argentina)

Marcatori: 1:0 Abbadie 75, 2:0 Joya 85

Club Atlético Peñarol: Mazurkiewicz, Lezcano, Díaz, Forlán, Gonçálvez, Caetano, Abbadie, Rocha, Silva, Cortés, Joya.

Club Atlético River Plate: Carrizo, Guzmán, Vieytez, Sainz, Matosas, Bayo, Cubilla, Loayza (E. Onega), D. Onega, Sarnari, Solari.
18 maggio 1966 Buenos Aires Estadio Monumental (60 000)

River Plate Buenos Aires – Peñarol Montevideo 3:2(1:1)

Arbitro: Codesal (Uruguay)

Marcatori: 0:1 Rocha 32, 1:1 D. Onega 38, 1:2 Alberto Spencer 50, 2:2 Sarnari 52, 3:2 E. Onega 73

Club Atlético River Plate: Carrizo, Guzmán, Vieytez, Sainz, Sarnari, Matosas, Cubilla, Solari, D. Onega (Lallana), E. Onega, Más.

Club Atlético Peñarol: Mazurkiewicz, Lezcano, Díaz, Forlán, Gonçálvez, Caetano, Abbadie, Rocha, Alberto Spencer, Cortés, Joya.
20 maggio 1966 Santiago Estadio Nacional (39 000)

Peñarol Montevideo – River Plate Buenos Aires 4:2(2:2,0:2)

Arbitro: Vicuña (Cile)

Marcatori: 0:1 D. Onega 37, 0:2 Solari 37, 1:2 Alberto Spencer 57, 2:2 Abbadie 72, 3:2 Alberto Spencer 101, 4:2 Rocha 109

Club Atlético Peñarol: Mazurkiewicz, Lezcano, Díaz (T. González), Forlán, Gonçálvez, Caetano, Abbadie, Cortés, Spencer, Rocha, Joya.

Club Atlético River Plate: Carrizo, Grispo, Vieytez, Sainz (Solari), Matosas, Sarnari, Cubilla, E. Onega, Lallana, D. Onega, Más.